# دانیل گینچک
دانیل گینچک (انگلیسی: Daniel Ginczek؛ زادهٔ ۱۳ آوریل ۱۹۹۱) بازیکن فوتبال اهل آلمان است.
از باشگاه‌هایی که در آن بازی کرده‌است می‌توان به باشگاه فوتبال بوخوم، باشگاه فوتبال بروسیا دورتموند، باشگاه فوتبال نورنبرگ، باشگاه فوتبال سن پائولی، و باشگاه فوتبال اشتوتگارت اشاره کرد.
وی همچنین در تیم‌های ملی فوتبال جوانان آلمان، و جوانان آلمان، و جوانان آلمان، و زیر ۲۱ سال آلمان بازی کرده‌است.